# Colours 2
Colours 2 è il terzo EP del cantante canadese PartyNextDoor, pubblicato il 2 giugno 2017 per OVO Sound e Warner Records. È il sequel dell'EP precedente PNDColours, pubblicato tre anni prima.
Registrato in cinque giorni, Colours 2 è stato pubblicato senza alcun preavviso. L'EP è stato accompagnato da un cortometraggio, pubblicato il 12 giugno successivo.

## Tracce
Download digitale
1. Peace of Mind – 5:03 (testo: Jahron Brathwaite, Ozan Yildirim, Ryan Martinez – musica: G. Ry, PartyNextDoor, OZ)
2. Freak in You – 4:32 (testo: Jahron Brathwaite, Michael Surio, Noah Shebib, Martinez, Sean Seaton – musica: G. Ry, Neenyo, TOPFLR, 40)
3. Low Battery – 4:31 (testo: Jahron Brathwaite, Marques Hutchison, Surio, Martinez – musica: G. Ry, PartyNextDoor, M3rge, TOPFLR)
4. Rendezvous – 3:31 (testo: Jahron Brathwaite, Nima Jahanbin, Paimon Jahanbin, Martinez – musica: G. Ry, Wallis Lane, PartyNextDoor)

## Formazione
Musicisti
- PartyNextDoor – voce, produzione (tracce 1, 3, 4)

Produzione
- David Hughes – registrazione
- Chris Athens – mastering
- Dave Huffman – mastering
- Noel "Gadget" Campbell – missaggio
- G. Ry – produzione
- OZ – co-produzione (traccia 1)
- Neenyo – produzione (traccia 2)
- Top FLR – produzione (tracce 2 e 3)
- 40 – produzione addizionale (traccia 2)
- M3rge – produzione (traccia 3)
- Wallis Lane – produzione (traccia 4)